# Globulaire
Globularia
Ne doit pas être confondu avec Globularia (gastéropode).
Genre
Classification APG III (2009)
Globularia (les globulaires) est un genre de plantes à fleurs de la famille des Plantaginacées et de la sous-famille des Globularioideae. Elles appartenaient autrefois à la famille des Globulariacées, supprimée par la classification phylogénétique.
Ce sont des plantes vivaces surtout méridionales, à feuilles entières et alternes. Les fleurs, presque toujours dans des teintes bleues, sont nombreuses et groupées en capitules simples entourés de bractées foliacées. Elles sont petites et zygomorphes, avec deux lèvres : la supérieure, à deux lobes, est souvent atrophiée ; l'inférieure présente trois lobes plus ou moins échancrés. Quatre étamines. Le fruit est un akène entouré par le calice persistant.

## Principales espèces (flore française)
- Globularia alypum L. - globulaire buissonnante
- Globularia bisnagarica L. - synonyme Globularia vulgaris, globulaire commune
- Globularia cordifolia L. - globulaire à feuilles en cœur
- Globularia gracilis Rouy & J.A.Richt.
- Globularia nudicaulis L. - globulaire à tiges nues
- Globularia repens Lam. - globulaire rampante
- Globularia valentina Willk.
- Globularia vulgaris L. - globulaire commune
- Globularia × bolosii Sennen
- Globularia × cunyi P.Fourn.
- Globularia × fuxeensis Giraudias
- Globularia incanescens Viv.

## Autres espèces
- Globularia aphyllanthes Crantz. (à vérifier)
- Globularia amygdalifolia Webb (Cap Vert).
- Globularia ascanii Bramwell & Kunkel (îles Canaries).
- Globularia cambessedii Willk. (îles Baléares).
- Globularia davisiana O. Schwarz (Turquie).
- Globularia dumulosa O. Schwarz (Turquie).
- Globularia eriocephala Pomel (Algérie).
- Globularia hedgei H. Duman (Turquie).
- Globularia × indubia Kunkel, synonyme de Lytanthobularia indubia Svent, Lytanthobularia × indubia Svent. (îles Canaries). (à vérifier)
- Globularia liouvilleiJahandiez & Maire (Maroc).
- Globularia lippiaefolia Pau (Espagne, Pyrénées).
- Globularia majoricensis Gand. (îles Baléares).
- Globularia neapolitana O. Schwarz (Italie, région de Naples).
- Globularia orientalis L. (Turquie, Syrie).
- Globularia oscensis Coincy (îles Canaries).
- Globularia trichosantha Fisch. & C.A.Mey. synonyme Globularia pallida K. Koch (Turquie, Syrie).
- Globularia salicina Lam., synonymes Globularia longifolia Ait., Globularia procera Salisb., Globularia macrantha K. Koch ex Walp. : (Madère et Canaries).
- Globularia sintenisii Hausskn. & Wettst. ex Wettst. (Irak,Turquie).
- Globularia sarcophylla Svent. (îles Canaries).
- Globularia stygia Orph. (Grèce).
- Globularia trichocalyx Steud.